# Baie d'Ålbæk
La baie d'Ålbæk (danois : Ålbæk Bugt) est une baie peu profonde (environ  20 m) de l'île Vendsyssel-Thy, située sur la côte nord-est de Skagen Odde à l'extrémité nord du Jutland, au Danemark. Elle s'étend de Skagen au nord jusqu'à Hirsholm (en) au sud et de là jusqu'à Frederikshaven. La baie, qui fait partie du  Cattégat,est souvent utilisée comme mouillage pour les navires cherchant un abri au vent d'ouest dans le Skagerrak,.
Les eaux de la baie sont relativement calmes rendant les plages sûres pour la baignade. Le port de Skagen est situé sur cette baie.